# جون لويس (سياسي كندي، مواليد 1858)
جون لويس (بالإنجليزية: John Lewis)‏ هو كاتب سير وصحفي ومؤرخ وسياسي كندي، ولد في 17 يناير 1858 في شارع الخليج في كندا، وتوفي في 18 مايو 1935. نشط حزبياً في الحزب الليبرالي الكندي. وقد انتخب عضو مجلس الشيوخ الكندي (9 مايو 1925 – 18 مايو 1935).